# Milano-Torino 1950
La Milano-Torino 1950, trentaseiesima edizione della corsa, si svolse il 12 marzo 1950 su un percorso di 207 km. La vittoria fu appannaggio dell'italiano Adolfo Grosso, che completò il percorso in 5h16'10", precedendo i connazionali Fausto Marini e Livio Isotti.

## Ordine d'arrivo (Top 10)
| Pos. | Corridore      | Squadra          | Tempo    |
| ---- | -------------- | ---------------- | -------- |
| 1    | Adolfo Grosso  | Wilier-Triestina | 5h16'10" |
| 2    | Fausto Marini  | Guerra           | s.t.     |
| 3    | Livio Isotti   | Arbos            | s.t.     |
| 4    | Renzo Soldani  | Legnano          | a 40"    |
| 5    | Bruno Pontisso | Arbos            | s.t.     |
| 6    | Donato Zampini | Ganna            | s.t.     |
| 7    | Giovanni Roma  | Bottecchia       | s.t.     |
| 8    | Luigi Casola   | Atala            | a 1'00"  |
| 9    | Nedo Logli     | Ganna            | s.t.     |
| 10   | Ferdi Kübler   | Fréjus           | s.t.     |